# In Strict Confidence
In Strict Confidence (c англ. «Строго конфиденциально») — немецкая электро-индастриал группа. Была основана в 1989/1990 году, до 1992 годы были известны как Seal of Secrecy. In Strict Confidence имеет контракты с несколькими лейблами, включая Metropolis Records и WTII Records.

## История
In Strict Confidence изначально был квартетом, однако к 1992 году стал дуэтом (Dennis Ostermann and Jörg Schelte), и выпустил 2 демо кассеты. Дебютный релиз 'Cryogenix' состоялся на лейбле Zoth Ommog в 1996 году (первоначальный выпуск разошёлся за неделю), далее вышел EP 'Collapse'. Группа покинула лейбл после выпуска 'Face The Fear' в 1998 году, альбом 'Love Kills!' вышел на лейбле Bloodline 2 года спустя.
Stefan Vesper присоединился к группе в 2002 выпустив 'Mistrust the Angels', 'Holy' и 'Exile Paradise' появлявшихся с интервалом в 2 года. В этих альбомах существенно возросло использование женского вокала Antje Schulz, вокалистки из Chandeen.
У Dennis Ostermann есть сайд проект Controlled Fusion. Stefan Vesper выпускался под собственным именем, а также как Steve Dragon.

## Члены группы
- Dennis Ostermann (вокал, композитор)
- Jörg Schelte (композитор, программирование)
- Stefan Vesper (барабаны, композитор) (ушёл в 1992 году, вернулся в 2001 году)
- Nina de Lianin (вокал, тексты)
- Haydee Sparks (электрогитара)

### Бывшие члены группы
- Thomas Steiger — клавиши (покинул группу в 1992 году, продолжает сотрудничество как немузыкант)
- Antje Schulz (вокал, тексты)

## Дискография

### Альбомы
- Cryogenix, 1996
- Face The Fear, 1997
- Angels Anger Overkill, 1998 (Compilation)
- Love Kills!, 2000
- Mistrust The Angels, 2002
- Holy, 2004
- Exile Paradise, 2006
- La Parade Monstrueuse, 2010
- Utopia, 2012
- The Hardest Heart, 2016
- Hate2Love, 2018

### EP
- «Collapse», 1997
- «Industrial Love/Prediction», 1998 (limit 1111 copies)
- «Zauberschloss», 2001
- «Herzattacke», 2002
- «Zauberschloss/Kiss Your Shadow», 2002
- «Engelsstaub», 2002
- «Seven Lives», 2004
- «Holy (The Hecq Destruxxion)», 2004 (Remix CD in metal case, limited to 1111 copies)
- «Where Sun & Moon Unite», 2006
- «The Serpent’s Kiss», 2006
- «Exile Paradise (The Hecq Destruxxion)», 2007 (Remix CD in metal case, limited to 1111 copies)
- «My Despair», 2009
- «Silver Bullets», 2010
- «Morpheus», 2012
- «Tiefer», 2012
- «Justice», 2013

### MCD
- «Kiss Your Shadow», 2000
- «The Truth Inside of Me», 2001 (limit 1500 copies)
- «Mistrust the Bonus Edition», 2002
- «Babylon», 2003
- «The Sun Always Shines on TV», 2005 (limited boxset w. picture viewer, 2000 copies)

### Винил
- «Dementia», 1997 (limited 500 copies)
- «Aghast View vs. ISC (Industrial Love)», 1998 (limit 333 copies)

### Кассеты
- «Sound Attack» (demo), 1992
- «Hell Inside/Hell Outside» (doppel), 1994

## Интересные факты
- Выпущенная в 2012 году песня Morpheus является песней по стихотворению А.С. Пушкина К Морфею. В припеве поются строчки из стихотворения на русском языке.